# 江景線
江景線（：／ Ganggyeong seon */?）是韓國鐵路湖南線的一條支線，由韓國鐵道公社營運。实际路線由忠清南道論山市的彩云信号场至炼武台站，但韓國鐵道公社将起点设定在彩云信号场前的江景站。

## 路线资料
- 路线距离：5.8km
- 轨间距离：1435mm
- 车站数：2
- 复线区间：全线单线
- 电化区间：全线 （25kV、60Hz交流电）
- 地上区间：全线
- 安全装置：ATS

## 历史
江景線于1957年6月7日动工，1958年5月15日启用。江景線是为了軍事目的而修建，供韓國軍方人员進入別名鍊武臺的韓國陸軍訓練所。开通后除了军事运输，也曾提供一般客運，供當時因公路基礎設施不足而交通不便的旅客使用。後來，隨著公路交通的發展，客運服务在1974年被廢除，但服务陸軍訓練所的军事人员运输維持至今，并在2004年完成电气化。目前，江景線部分路段由韩国軍隊管理，沒有定期運行的列車。然而，由于陸軍訓練所存在大量的貨物和人员运输需求，因此經常運行臨時列車。官方路線是彩云信号场至炼武台站，但由於彩云信号场是號誌站，所以韓國鐵道公社将起点设定在彩云信号场前的江景站。

## 車站列表
| 中文站名   | 韓文站名 | 英文站名 | 站間距離（公里） | 營業距離（公里） | 接續路線 | 所在地   | 所在地 |
| ---------- | -------- | -------- | ---------------- | ---------------- | -------- | -------- | ------ |
| 江景       |          |          | 0.0              | -3.2             | 湖南線   | 忠清南道 | 論山市 |
| 彩云信号场 |          |          | 3.2              | 0.0              | 湖南線   | 忠清南道 | 論山市 |
| 鍊武臺     |          |          | 5.8              | 5.8              |          | 忠清南道 | 論山市 |